# Platyura subannulata
Platyura subannulata är en tvåvingeart som beskrevs av Philippi 1865. Platyura subannulata ingår i släktet Platyura och familjen platthornsmyggor. Inga underarter finns listade i Catalogue of Life.